# Piazzetta

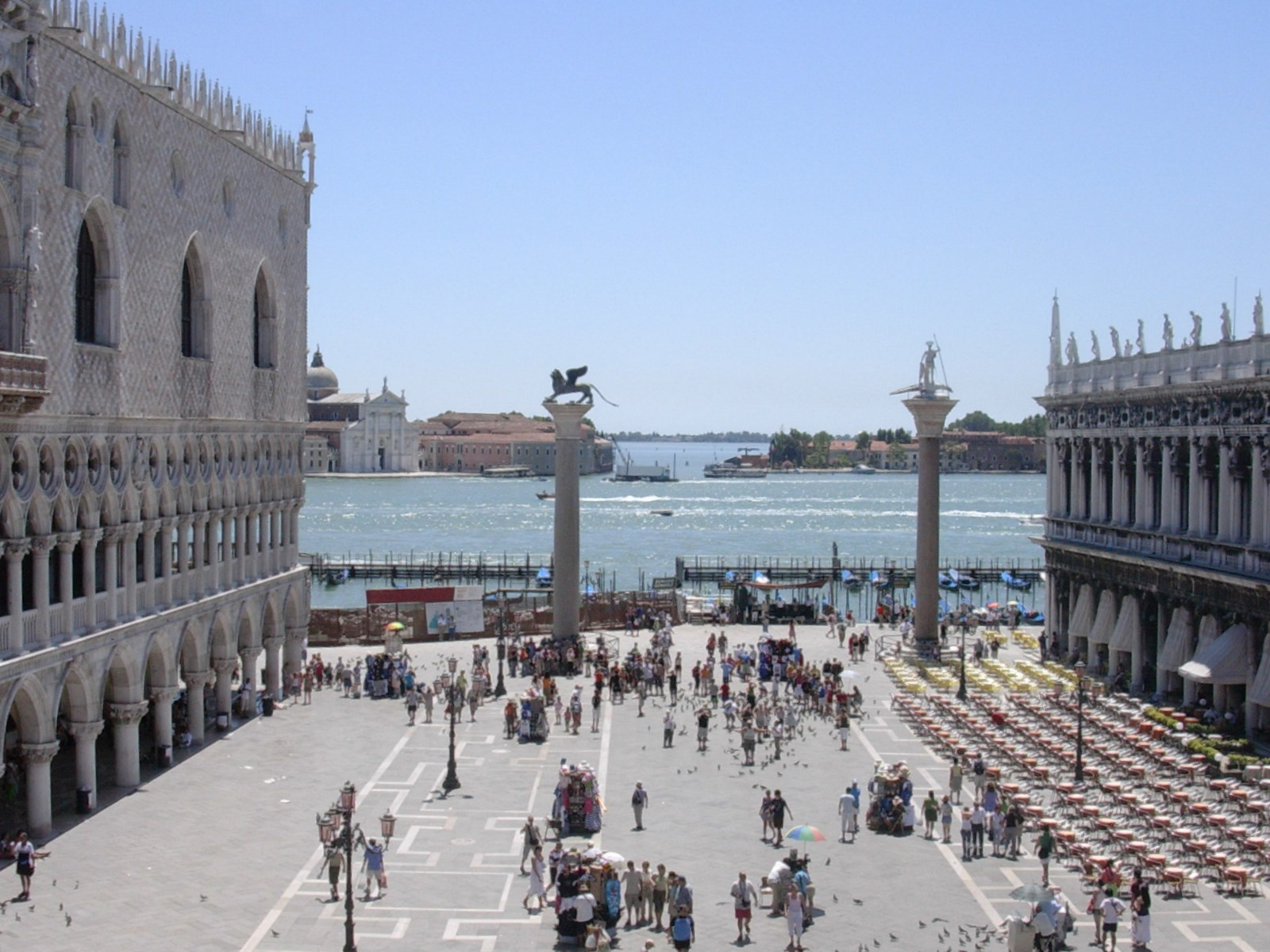
A Piazzetta a Szent Márk tér felől, balra a Dózsepalota, jobbra a Libreria

A Piazzetta mintegy a velencei Szent Márk tér tenger felőli bejárata és előtere, annak a Dózsepalota és a Libreria közötti része.

## Leírása
A Szent Márk-öböltől északra fekvő gyalogoszóna a kikötőtől indulva Szent Tódor, Velence korábbi és Szent Márk evangélista, jelenlegi védőszentjének oszlopa között haladva, jobbra a Dózsepalota és mólója a Zecca (Pénzverde) Jacopo Sansovino tervezte épületével, balra a Libreria látható. Kissé beljebb, balra a Campanile (harangtorony) magasodik a tér fölé, mintegy a Loggettából, amely egy szintén sansovinói, oszlopokkal és mitológiai jelenetekkel ékített, mára funkcióját vesztett terasz, kinőve.
A terület nyugati oldalát az Andrea Palladio által nagyra becsült, ugyancsak Sansovino által 1537-ben elkezdett és 1591-ben Vincenzo Scamozzi által befejezett pompás reneszánsz könyvtár (Libreria marciana) homlokzata uralja.
A Piazzetta ezután a Szent Márk térbe szervesen csatlakozik.

## Fordítás
- Ez a szócikk részben vagy egészben  a   Piazza San Marco című olasz Wikipédia-szócikk ezen változatának fordításán alapul.  Az eredeti cikk szerkesztőit annak laptörténete sorolja fel. Ez a jelzés csupán a megfogalmazás eredetét és a szerzői jogokat jelzi, nem szolgál a cikkben szereplő információk forrásmegjelöléseként.